# Felice Contelori
Felice Contelori (Cesi, dicembre 1588 – Cesi, 28 settembre 1652) è stato un presbitero, storico e bibliotecario italiano.

## Biografia
Nacque a Cesi nel dicembre del 1588, figlio di Giovanni Maria, giudice criminale, e di Lucrezia nata Libicini.
Dal 1611 fu inviato a Roma sotto la protezione del cardinale Scipione Caffarelli-Borghese, studente del Collegio Romano.
Nel 1614 dette alle stampe la De Deo trino et uno oratio, con dedica a papa Paolo V. Due anni dopo era già dottore in teologia e in utroque iure, quando pubblicò il De ascensione Domini sermo, che egli aveva recitato il giorno dell'Ascensione in San Pietro. Prima del 1626 e forse anche prima della morte di Paolo V, Contelori scrisse il De annona seu de re frumentaria, inedito ed ora presso la Biblioteca apostolica vaticana.
Mentre esercitava l'avvocatura in Curia con grande successo, Contelori fu chiamato a un compito che fu determinante per la sua vita: i Barberini gli affidarono l'ordinamento della loro biblioteca. Contelori conquistò a pieno la fiducia di papa Urbano VIII che, dopo la morte di Nicolò Alemanni, il 27 novembre 1626 lo nominò custode della Biblioteca apostolica vaticana.
La gestione della Biblioteca da parte del Contelori fu assai restrittiva nei confronti dei studiosi che la frequentavano. Luca Olstenio in alcune lettere del 1628 e del 1629, denunciava ad un amico la  "barbarie dell'imperitissimo custode", che paragonava ad un drago, si doleva di non poter consultare né libri, né cataloghi, di non poter trascrivere, né collazionare codici.
Nel 1630 ci fu la separazione definitiva tra l'Archivio apostolico vaticano e la Biblioteca apostolica vaticana e a Contelori fu affidata la direzione dell'Archivio, carica che fu riconfermata il 27 agosto del 1635. Nato nel 1612, l'Archivio era ancora in via di formazione e lo stato dell'inventariazione era, più che carente, inesistente, come il responsabile non aveva mancato di riferire nella sua relazione. Il 7 maggio 1630, pochi mesi prima che egli ne assumesse la prefettura, furono trasferiti dalla Biblioteca all'Archivio gli atti originali dei Concilio di Trento e i cerimoniali. L'anno precedente l'Archivio aveva acquisito i registri da Paolo III a Pio V, prima conservati nella Segreteria dei Brevi, e il 10 settembre vi furono trasferiti i libri detti Diversorum, precedentemente custoditi nella Segreteria apostolica.
Già dal 1627 Contelori era divenuto commissario della Congregazione dei confini e nel medesimo 1630 fu fatto commissario generale della Camera apostolica. Nel 1631 il Contelori fece parte della congregazione istituita da Urbano VIII, dopo che aveva fatto occupare militarmente il Ducato di Urbino da Taddeo Barberini, alla notizia dell'imminente morte di Francesco Maria II della Rovere.
Contelori fu coinvolto in una polemica sorta sul giudizio espresso da Cesare Baronio a proposito dell'aiuto fornito dai Veneziani ad Alessandro III nella controversia che lo oppose a Federico Barbarossa. Lo storico, basandosi sugli Atti di Alessandro III e sul Chronicon di Romualdo Salernitano smentì l'opinione, fino ad allora prevalente, che il papa dovesse ai Veneziani la conservazione del trono di Pietro, sostenendo invece che il papa, libero e potente, si era recato nel 1177 a Venezia per incontrarvi l'imperatore.
Nei dieci anni successivi il Contelori pubblicò a Lione nel 1634 il Tractatus et praxis de canonizatione sanctorum, e nel 1641, a Roma, l'Elenchus em. et rev. S. R. E. cardinalium ab anno 1294 ad annum 1430 e Martini Quinti vita ex legitimis documentis collecta.
Il 1º giugno 1634 divenne canonico di San Pietro; il 17 gennaio 1635 referendarius utriusque signaturae; alla stessa epoca segretario della Consulta. Il 12 aprile 1644 fu nominato segretario dei Brevi ai principi, e il 18 giugno prelato d'onore di Sua Santità. Si dava per scontata una sua prossima nomina al cardinalato, ma la morte di Urbano VIII pose fine alla sua carriera ecclesiastica.
Subito dopo l'elezione di Innocenzo X fu sostituito come segretario dei Brevi da Gaspare de Simeonibus. Inoltre Venezia pretese, per prestare l'omaggio al nuovo pontefice, che il Contelori, il quale aveva declinato l'offerta di una pensione da parte di Luigi XIII, fosse destituito dalla carica di prefetto dell'Archivio, e così avvenne nel dicembre 1644.
Poche sono le notizie che si hanno di lui per gli anni che vanno da questo periodo alla sua morte. Si sa che Innocenzo X lo fece presidente della giunta che aveva il compito di tradurre la Bibbia in arabo, anche se egli non conosceva questa lingua; e che lo stesso gli concesse che la badia di Santa Maria in Pantano fosse trasferita da lui al nipote Giovanni Maria.
L'ultima sua opera fu Genealogia familiae Comitum Romanorum, Roma, 1650, composta probabilmente fra il 1631 e il 1644.
Morì a Cesi il 28 settembre 1652 e fu sepolto nella locale chiesa dì sant'Angelo.

## Opere principali
- Felice Contelori, De praefecto Urbis, Romae, ex typographia Reverendae Camerae Apostolicae, 1631.
- Felice Contelori, Concordiae inter Alexandrum III S. P. et Fridericum I imperatorem Venetiis confirmatae narratio, Parigi, apud Dionysium de la Noüe, 1632.
- Felice Contelori, Elenchus em. et rev. S. R. E. cardinalium ab anno 1294 ad annum 1430. Martini Quinti vita ex legitimis documentis collecta, apud Andream Phaeum, 1641.
- Felice Contelori, Pars altera elenchi S. R. E. cardinalium ab anno 1430 ad annum 1549, Romae, typis Ignatij de Lazaris, 1659.
- Felice Contelori, Genealogia familiae Comitum Romanorum, Romae, ex typographia Reverendae Camerae Apostolicae, 1650.
- Felice Contelori, Mathildis comitissae genealogia, Interamnae, apud Bernardinum Arnazzinum, 1557.